# Adisak Duangsri
Adisak Duangsri (tiếng Thái: อดิศักดิ์ ดวงศรี, sinh ngày 18 tháng 5 năm 1985), còn được biết với tên đơn giản Ting (tiếng Thái: ติ่ง) là một cầu thủ bóng đá người Thái Lan thi đấu ở vị trí thủ môn.